# Kūsō no kikaitachi no naka no hakai no hatsumei
Kūsō no kikaitachi no naka no hakai no hatsumei (空想の機械達の中の破壊の発明? lett. "L'invenzione della distruzione nelle macchine della fantasia") è un cortometraggio d'animazione giapponese del 2002, scritto e diretto da Hideaki Anno. Il cortometraggio è un'esclusiva del Museo Ghibli, dove viene proiettato giornalmente.